# Padovská univerzita
Padovská univerzita (oficiálně italsky Università degli Studi di Padova, latinsky Universitas Studii Paduani) je jedna z nejznámějších italských univerzit sídlící v Padově. S rokem založení 1222 je zároveň jednou z nejstarších – třetí v Itálii a sedmá na světě.
Padovská univerzita vznikla, když část učenců odešla z Bologne, kde neměli tolik akademické svobody. Prvními vyučovanými předměty byla právní věda a teologie. Roku 1545 založili místní medici nejstarší dosud funkční botanickou zahradu na světě. Zřejmě nejslavnějším učencem, který tu působil, byl Galileo Galilei. V roce 1678 získala na této univerzitě Elena Lucrezia Cornaro Piscopia, jako první žena v historii, titul doktora filozofie. V roce 2003 měla univerzita asi 65 000 studentů, 13 fakult a pracoviště v několika okolních městech.
V historické budově univerzity je dokonale zachovaná posluchárna, tzv. Teatro anatomico, pro anatomické přednášky z roku 1594.

## Slavní studenti
- Dante Alighieri[1]
- Francesco Petrarca[1]
- Torquato Tasso[1]
- Mikuláš Koperník[1]
- sv. Jan Nepomucký[1]